# Копайгородський район
Копайгоро́дський райо́н — колишній район Могилівської, Вінницької округ, Вінницької області.

## Історія
Утворений 7 березня 1923 з частин Копайгородської, Кашаринецької, Маріянівської, Снитківської і Вищеольчедаївської волостей з центром у Копайгороді у складі Могилівської округи Подільської губернії.
1 липня 1930 Могилівська округа розформована з приєднанням території до Вінницької округи.
15 вересня 1930 після скасування округ підпорядковується безпосередньо Українській РСР.
3 лютого 1931 до складу району приєднана територія розформованого Лучинецького району.
27 лютого 1932 став частиною новоутвореної Вінницької області.
28 листопада 1957 до складу району приєднана частина території розформованого Станіславчицького району.
Ліквідований 10 вересня 1959 з віднесенням території до Барського району.